# Окръг
Òкръг е административно-териториална единица на територията на дадена държава.

## България
Окръг е административно-териториална единица в България през периодите 1877 – 1880 г., 1901 – 1934 г. и 1949 – 1987 г.
Според създадения след Руско-турската война (1877 – 1878 г.) от Временното руско управление Проект за главните основания на гражданското управление в санджаците (губерниите) и каазите (окръзите) в Българския край (1877 г.) окръгът е съставна част на санджака (губернията). При подписването на Санстефанския мирен договор 1878 г. освободените български земи са разделени на 8 губернии, които включват 56 окръга. Те се управляват от окръжни съвети, съставени от лица, избирани от местното население в Княжество България. По силата на Берлинския договор 1878 г. броят на окръзите е намален. С Търновската конституция окръзите са заменени с окръжия. Със Закона за административното деление на територията на държавата от 1901 г. названието „окръжие“ се изоставя и се заменя с „окръг“. Създадени са 12 окръга със 71 околии. След Деветнадесетомайския преврат 1934 г. окръзите са премахнати и са създадени 7 области. През 1949 г. областите са премахнати и са създадени 15 окръга (включително София-град и София-окръг). През 1959 г. вместо съществуващите дотогава 13 окръга и 117 околии са създадени 30 административно-стопански единици, наречени окръзи. Според Конституцията на Народна република България 1971 г. окръгът е най-висшата по степен административно-териториална единица. През 1978 г. с изменението и допълнението на Закона за народните съвети (1951 г.) територията на Народна република България е разделена на 28 окръга (включително София-град и София-окръг). Окръзите са управлявани от окръжни народни съвети. С административно-териториалната реформа от 1987 г. окръзите са ликвидирани и са създадени 8 области и Столична голяма община със статут на област.

## Други държави
Португалия
В Португалия окръзите (distrito) съществуват от 1976 г. до началото на XXI век, когато постепенно са премахнати. Те са административно-териториални единици, заемащи междинно положение между централното правителство и местното самоуправление, осъществявано от общините.
САЩ
Окръгът (county) в САЩ е административна единица на ниво веднага под щатското и над градското самоуправление. Бюрото за преброяване на населението на САЩ има данни за 3033 окръга и единици, еквиваленти на окръзи, в САЩ.